# Heterogastridiaceae
Heterogastridiaceae Oberw. & R. Bauer – rodzina grzybów z rzędu Heterogastridiales.

## Systematyka
Rodzinę tę do taksonomii grzybów wprowadzili w 1990 r. Franz Oberwinkler i Günter  Bauer. Należą do niej rodzaje:
- Heterogastridium Oberw. & R. Bauer 1990
- Hyalopycnis Höhn. 1918
- Krieglsteinera Pouzar 1987
- Pycnopulvinus Toome & Aime 2014[2].